# Heraldo Barbuy
Heraldo Barbuy (São Paulo, 30 de julho de 1913 – 9 de janeiro de 1979) foi um professor, pensador, filósofo, sociólogo, historiador, jornalista, tradutor, conferencista e orador brasileiro. Professor da Faculdade de Ciências Econômicas da Universidade de São Paulo, foi um dos fundadores do Instituto Brasileiro de Filosofia. 
Lecionou na Faculdade de Filosofia Sedes Sapientiae, na Faculdade de Jornalismo Cásper Líbero, na Pontifícia Universidade Católica de São Paulo e na Fundação Armando Álvares Penteado. Proferiu também diversas palestras e conferências em centros culturais do Movimento Águia Branca.
Colaborou na revista e no jornal "Reconquista”, periódicos tradicionalistas dirigidos respectivamente por José Pedro Galvão de Sousa e Clovis Lema Garcia, em revistas como "Clima", da qual foi um dos fundadores, "Diálogo", "Convivium" e "Problemas Brasileiros" e em jornais como "Correio Paulistano", "O Estado de S. Paulo", "A Gazeta" e "Folha da Manhã”. Foi, ainda, redator da "Revista da Universidade de São Paulo" e do jornal "A Notícia", de Joinville, Santa Catarina.

## Biografia
Nasceu em São Paulo a 30 de julho de 1913, sendo filho de Hermógenes Barbuy e de Maria Chinaglia Barbuy, ambos naturais da região do Vêneto, no nordeste da Itália. Seu pai, Hermógenes Barbuy - irmão do grande ídolo do futebol paulista, Amílcar Barbuy - era litógrafo e cartógrafo e desenhou três dos primeiros escudos do Sport Club Corinthians Paulista.
Aos oito anos perdeu a mãe, vítima de tuberculose, fato que o marcou profundamente por toda a vida. Morou toda a infância e adolescência no bairro do Bom Retiro, onde nasceu, e estudou no Liceu Sagrado Coração de Jesus, no vizinho bairro dos Campos Elíseos.
Pretendendo seguir carreira sacerdotal, tornou-se seminarista franciscano. Experimentando grande crise, abandonou a Ordem em 1937, aos 24 anos de idade e embora tenha acabado por superá-la, reencontrando-se com suas crenças religiosas, a circunstância muito influiu tanto em sua obra como no curso que seguiu na vida.
Inicialmente trabalhou no jornal O Estado de S. Paulo, cuidando de assuntos relacionados à cobertura internacional, durante a conflagração e já no pós-guerra. Durante essa fase aproximou-se do existencialismo e do marxismo e também exerceu o magistério. Em 1945, reconvertido ao catolicismo, casou-se com Belkiss Miranda Silveira, que fora sua aluna no Colégio Rio Branco e com quem teve quatro filhos.
Tempos depois de sua reconversão ao catolicismo, inscreveu-se no concurso para a cadeira de Filosofia na USP, em 1950, juntamente com Oswald de Andrade, João Cruz Costa, Vicente Ferreira da Silva, Luís Washington Vita e Renato Cherna, do qual acabaram excluídos os que não possuíam curso de Filosofia, medida judicial que beneficiava a Cruz Costa, tornado titular da cadeira. Mais tarde se formou em Filosofia pela tradicional Faculdade de São Bento, em São Paulo. Melhor sucedido em outro concurso, ingressou no Corpo Docente da Faculdade de Ciências Econômicas, vendo-se obrigado a fazer doutorado nessa área e também concurso para Livre Docente, o que explica a presença em sua bibliografia de obras desse teor. Sem embargo, manteve ativa participação no movimento filosófico da capital paulista.
É considerado como precursor da demonstração do caráter religioso do marxismo, tese que posteriormente tornar-se-ia lugar comum. Alcançou grande nomeada como professor.
Faleceu em São Paulo a 9 de janeiro de 1979, aos 65 anos de idade.

## Atividade intelectual
Heraldo Barbuy publicou sua primeira obra escrita aos 23 anos de idade, o romance “O Beco da Cachaça” sendo, como foi observado por Zélia Ladeira Veras de Almeida Cardoso – “uma obra saudosista”, que mescla “um tom romântico de influência hugoana a vago sabor decadentista, próprio dos textos do início do século”. Heraldo Barbuy descreve, em “O Beco da Cachaça” – “preito de um triste a todos os tristes, que na partilha dos bens da Vida, de seu tiveram apenas a derrota e o desespero” – aquela provinciana São Paulo, “triste e encolhida à beira de um riacho sem ondas, embalada à meia luz de lampiões fumegantes, pela viola dos seus trovadores, sacudida à meia noite pelo canto dos seus escravos, oculta sob a grossura de suas baetas, envolta sob o manto da sua neblina eterna, ajoelhada no silêncio das suas igrejas, encantada pela alegria ingênua dos seus domingos festivos, meditativa e grave na sombria austeridade de todos os seus dias”.
Por muitos elogiado, foi - no dizer de Paulo Bomfim - um “cruzeiro estelar” que a todos guiou "através do mar tenebroso destes dias”. Barbuy, “último cruzado num mundo onde os homens se mecanizam e as máquinas se espiritualizam”, conduzido - como lembra o poeta de "Armorial" - pelas “paixões e por sua vontade de acertar, caminhou da trapa ao ceticismo, do ceticismo a São Tomás, de Santo Tomás a Heidegger”.
Heraldo - nos dizeres de Gilberto de Mello Kujawsky - foi sempre fiel ao nome, que significa arauto, uma vez que jamais deixou de ser o portador da palavra e de seu poder espiritual. "Não da palavra oca e sonora, e sim da palavra repassada de pensamento e sentido, 'logos'”. O autor de “Fernando Pessoa, o outro” - que se considera devedor de Barbuy pela revelação que este fez, a ele e a tantos outros, “da vida como missão de grandeza, da cultura como criadora de sentido, da história como fonte da realidade, da poesia e da mística como iniciação ao êxtase” - evocou o “assombroso poder verbal” com que Heraldo Barbuy “familiarizava imediatamente os ouvintes" com os temas por ele focalizados nas salas de aula, nos salões de conferências, no rádio, na televisão, ou nas simples conversas entre amigos.
Segundo Kujawski, a casa de Barbuy vivia banhada em Ludwig van Beethoven, Frédéric Chopin, Richard Wagner, Johannes Brahms, Richard Strauss e Carl Orff. Entre os seus amigos sempre presentes em seu domicílio, de onde se retiravam tarde da noite, estavam presentes sua esposa, a filósofa Belkiss Silveira Barbuy, o filósofo Vicente Ferreira da Silva e sua esposa, a poetisa e tradutora Dora Ferreira da Silva, o engenheiro, filósofo e imortal da Academia Paulista de Letras, Milton Vargas, o filósofo português e um dos fundadores da Universidade de Brasília, Eudoro de Sousa, o poeta Paulo Bomfim (que diz ter encontrado o título de seu famoso livro, "Transfiguração", após ouvir certa noite, na casa de Barbuy, o poema sinfônico "Morte e Transfiguração", de Strauss), o poeta Mário Chamie, o filósofo e teólogo Adolpho Crippa, o filósofo Jessy Santos e o professor e filósofo tradicionalista católico José Pedro Galvão de Sousa.
Heraldo Barbuy, “personalidade marcante de fulgurante inteligência e de soberbas virtudes humanas”, no dizer do pensador humanista Jessy Santos, foi, ainda segundo as palavras de Jessy, um “católico fervoroso”, “um homem religioso no sentido mais autêntico do termo” e “um pai de família extremado em zelos". Proferiu diversas conferências e foi um dos fundadores do Instituto Brasileiro de Filosofia, colaborando na Revista Brasileira de Filosofia, de cujo conselho de redação foi membro. Colaborou também na revista e no jornal “Reconquista”, periódicos tradicionalistas dirigidos respectivamente por José Pedro Galvão de Sousa e Clovis Lema Garcia, em revistas como "Clima", da qual foi um dos fundadores, "Diálogo", "Convivium" e "Problemas Brasileiros" e em jornais como "Correio Paulistano", "O Estado de S. Paulo", "A Gazeta" e "Folha da Manhã”. Foi, ainda, redator da "Revista da Universidade de São Paulo" e do jornal "A Notícia", de Joinville, Santa Catarina.
Como professor, Heraldo Barbuy lecionou disciplinas como História, Francês, Literatura Francesa e Sociologia Econômica nos colégios Bandeirantes, Pan-americano e Rio Branco, na Faculdade de Filosofia Sedes Sapientiae, na Faculdade de Jornalismo Cásper Líbero, na Pontifícia Universidade Católica de São Paulo, na Faculdade de Ciências Econômicas da Universidade de São Paulo e na Fundação Armando Álvares Penteado. Proferiu também diversas palestras e conferências em centros culturais do Movimento Águia Branca.
Barbuy - aquele “homem da 'Floresta Negra', ser cósmico” que rumou "para a morte lendo Novalis, Hoelderlin e Rilke, ouvindo Beethoven, Wagner, Richard Strauss e Carl Orff”, no dizer de Paulo Bomfim - legou ensaios filosóficos do quilate de “O problema do ser” (1950) e “Marxismo e Religião” (1963). Nesta última obra, demonstrou que o marxismo constitui, antes e acima de tudo, uma heresia do Cristianismo, sendo a concepção marxista do Homem não mais do que “a degenerescência da concepção cristã do Homem”.
Na década de 1980, a editora Convívio, dirigida por Adolpho Crippa, publicou uma antologia de Heraldo Barbuy intitulada "O problema do ser e outros ensaios".
A obra escrita de Heraldo Barbuy, nos dizeres de José Pedro Galvão de Sousa, “ficou muito longe de esgotar o tesouro das reflexões que ao longo dos anos ele foi acumulando sobre os grandes problemas da existência e do destino do homem”, sendo que “os que tiveram a ventura de conhecê-lo de perto e de privar de seu convívio bem sabem quanto o conteúdo do seu riquíssimo mundo interior ultrapassou a dimensão dos escritos legados por ele à posteridade”.

### Obras Próprias
- Beco da cachaça. São Paulo: Emp. Ed. J. Fagundes, 1937. 267 p.
- Zaratustra morreu. São Paulo: Ed. e Publ. Brasil, 1938. 138 p.
- Maria Antonieta, biografia e história. São Paulo: Ed. e Publ. Brasil, 1939. 187 p.
- Filosofia da forma e metafísica da arte. São Paulo, 1939.
- A vida espetacular de Mirabeau. São Paulo: Ed. Cultura do Brasil, 1940. 269 p.
- As origens da crise contemporânea. São Paulo: Ed. Oceano, 1943. 293 p.
- O problema do ser. São Paulo: Martins, 1950. 99 p. (Tese para o concurso da cadeira de Filosofia da USP).
- Sumo bem e suma riqueza. (Separata do Anuário da Fac. de Fil. “Sedes Sapientiae”da PUC-SP, 1953).
- Sobre a crise do senso comum. [s. l.], 1956.
- Cultura e processo técnico. São Paulo, 1961. 145 p.
- A eternidade e o tempo. (Separata do Anuário da Fac. de Fil. “Sedes Sapientiae”da PUC-SP, 1961-62).
- Marxismo e religião. São Paulo: Dominus Editora, 1963. 2ª ed. São Paulo: Convívio, 1977. 103 p.
- Lineamentos para uma sociologia econômica. São Paulo, 1965. 163 p. (Tese de livre docência).
- As implicações sociais do progresso. São Paulo, 1967. 88 p.
- O problema do ser e outros ensaios. Prefácio Gilberto de Melo Kujawski. São Paulo: Convívio, 1984. 291 p. (Biblioteca do pensamento brasileiro. Textos, 2).

### Estudos sobre o autor
- BARBUY, Belkiss Silveira.  Heraldo Barbuy: uma apresentação.  Revista Brasileira de Filosofia, São Paulo, v. 35. n. 139, p. 292-300, jul./set. 1985.
- BOMFIM, Paulo.  Heraldo Barbuy.  Diário de São Paulo, São Paulo, 21 jan. 1979.
- KUJAWSKI, Gilberto de Mello.  Heraldo Barbuy.  Jornal da Tarde, São Paulo, 19 jan. 1979.
- Heraldo Barbuy e sua maestria cultural.  In : BARBUY, Heraldo.  O problema do ser e outros ensaios.  São Paulo : Convívio, 1984.  p. xi-xx.
- Heraldo Barbuy.  O Estado de S. Paulo, São Paulo, 19 jan. 1997.
- MELO, Luis Correia.  Dicionário de autores paulistas.  São paulo, 1954.  p. 82.
- MENEZES, Raimundo de.  Dicionário literário brasileiro.  São Paulo : Saraiva, 1969.  v. 1,  p. 174-175.
- SANTOS, Jessy.  In Memoriam : Heraldo Barbuy (1914-1979).  Revista Brasileira de Filosofia, São Paulo, v. 29, n. 113, p. 3-6, jan./mar. 1979.
- SOUSA, José Pedro Galvão de.  Heraldo Barbuy: o senso comum e o senso do mistério.  Revista Brasileira de Filosofia,  São Paulo, v. 29, n. 116, p. 375-396, out./dez. 1979.
- VIEIRA, Dorival Teixeira.  Heraldo Barbuy filósofo social e educador.  Problemas brasileiros, São Paulo,  v. 16,  n. 172.  p. 25-33, fev. 1979.[15]Referências

1. ↑  «Corinthians.com.br». www.corinthians.com.br (em inglês). Consultado em 12 de junho de 2018
2. ↑  BARBUY, HELRADO (1963). Marxismo e Religião. São Paulo: [s.n.]
3. ↑  «Untitled Document». www.cdpb.org.br. Consultado em 9 de junho de 2018
4. ↑  Zélia Cardoso, “O romance paulista no século XX”, São Paulo, Academia Paulista de Letras, 1983, p. 80.
5. ↑  Heraldo Barbuy, “O Beco da Cachaça”, São Paulo, Empresa Editora J. Fagundes, 1936, p. 13.
6. ↑  Emanuel, Victor (4 de novembro de 2010). «Centro Cultural Professor Heraldo Barbuy: Heraldo Barbuy e "O Beco da Cachaça"». Centro Cultural Professor Heraldo Barbuy. Consultado em 10 de junho de 2018
7. ↑  Paulo Bomfim, “Heraldo Barbuy”, artigo publicado no “Diário de São Paulo” a 21 de janeiro de 1979 e transcrito em sua obra “Aquele menino” (São Paulo, Editora Green Forest do Brasil, 2000), às pp. 184 e 185
8. ↑  Gilberto de Mello Kujawsky, “Heraldo Barbuy e sua maestria cultural”, in Heraldo Barbuy, “O problema do ser e outros ensaios”, São Paulo, Convívio/Ed. da Universidade de São Paulo, 1984, p. XIII.
9. ↑  Idem, “Heraldo Barbuy”, artigo publicado no “Jornal da Tarde” a 19 de janeiro de 1979.
10. ↑  Idem, “Heraldo Barbuy e sua maestria cultural”, op. cit., p. XII.
11. ↑  Idem, ibid., pp. XVII-XVIII.
12. ↑  Jessy Santos, “Heraldo Barbuy”, in “Revista Brasileira de Filosofia”, vol. XXX, fasc. 113, janeiro-fevereiro-março de 1979, p. 3.
13. ↑  Paulo Bomfim, “Heraldo Barbuy”, artigo publicado no “Diário de São Paulo” a 21 de janeiro de 1979 e transcrito em sua obra “Aquele menino” (São Paulo, Editora Green Forest do Brasil, 2000), às pp. 184 e 185.
14. ↑  Heraldo Barbuy, “Marxismo e Religião”, 2ª ed., São Paulo, Convívio, 1977, p. 13.
15. ↑  http://www.cdpb.org.br/dic_bio_bibliografico_barbuy.html Em falta ou vazio |título= (ajuda)